# 犬吠埼灯台
犬吠埼灯台（いぬぼうさきとうだい）は、千葉県銚子市の犬吠埼に立つ第1等灯台。水郷筑波国定公園内に位置する。世界灯台100選、日本の灯台50選に選定され、Aランク保存灯台。2010年に国の登録有形文化財に登録を経て、2020年に国の重要文化財に指定された。

## 概要

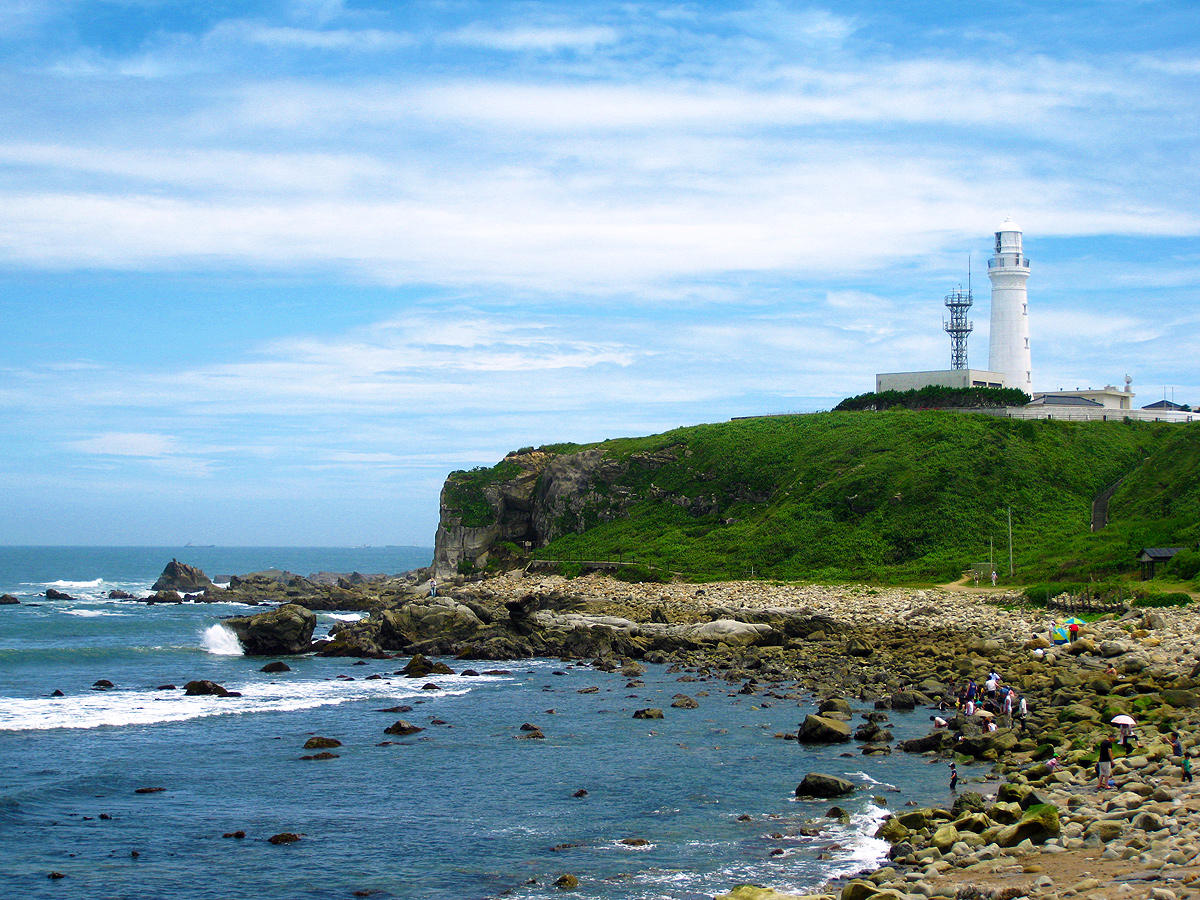
君ヶ浜より望む犬吠埼と灯台

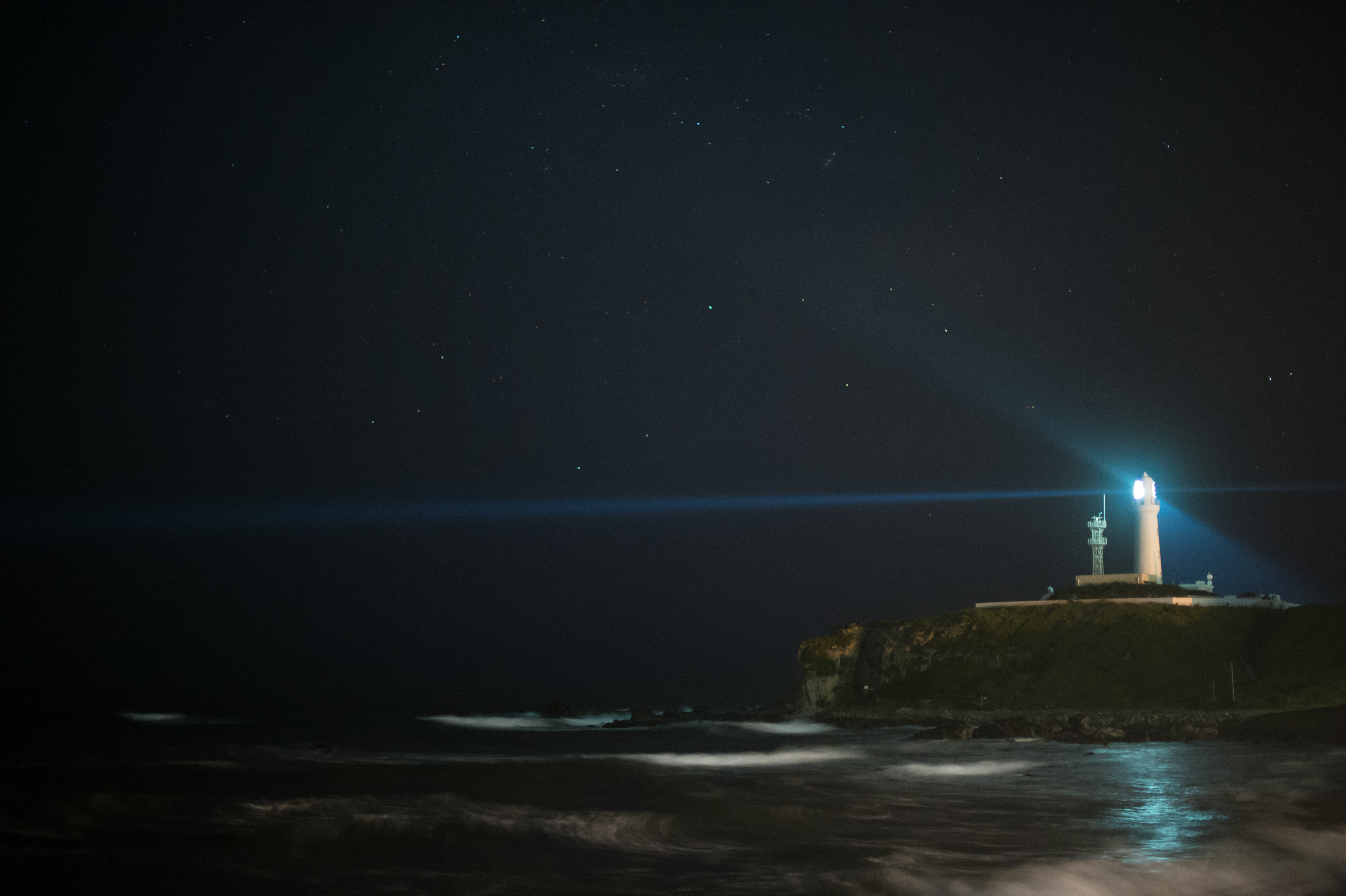
犬吠埼灯台の遠景（夜景）110万 - 200万カンデラの光を放つ

日本を代表する灯台の一つで、歴史的文化財的価値が高く、国の重要文化財に指定され、海上保安庁により「Aランク保存灯台」ともなっており、世界灯台100選、日本の灯台50選にも選ばれている。日本に5つしかない最大の第1等レンズ（1等4面フレネル式閃光レンズ）を使用した第1等灯台である。電球は400ワットのメタルハライド電球を使用し、110万カンデラの光を放つ。灯塔高 （地上から塔頂までの高さ）31.3メートルで、煉瓦製の建造物としては尻屋埼灯台に次ぐ、日本第2位の高さである。
設計、施工監督者はイギリスから招いた灯台技師、リチャード・ヘンリー・ブラントンである。建設当初より白色塔形（円形）の煉瓦造灯台であるが、この煉瓦は内務省の土木技師中沢孝政によって生産が試みられた初の日本製（新治県香取郡高岡村、現在の千葉県成田市高岡）であり、およそ19万3000枚が灯台本体のほか、付属施設にも使用されている。ブラントンは当初、日本製煉瓦の使用に反対したといわれ、その強度に不安を感じたためかそれまでの灯台の構造とは違って二重構造になっているが、140年以上の風雪に破損されることも無く耐え今日に至っている。
灯台の竣工間近、巨大なレンズを見た地元漁師は驚き恐れて「灯台成リ、大洋灯ヲ点ジ海上ヲ照ラスニ至レバ、是ガタメ沿岸ノ魚族ノ棲息ヲ絶チ、漁民ハ特ニ大イナル悲運ニ遭遇スベシ（灯火が明る過ぎて魚が獲れなくなる）」と、灯台建設の即時中止の請願運動を展開した。ところが灯台初点灯の翌年は鰹が稀にみる豊漁となり、地元漁師の懸念は杞憂であったばかりか、豊漁は「灯台様のお陰」と喜ばれる結果となった。
周辺は水郷筑波国定公園に指定されており、太平洋を臨む景勝地として多くの観光客が訪れている。

## 歴史

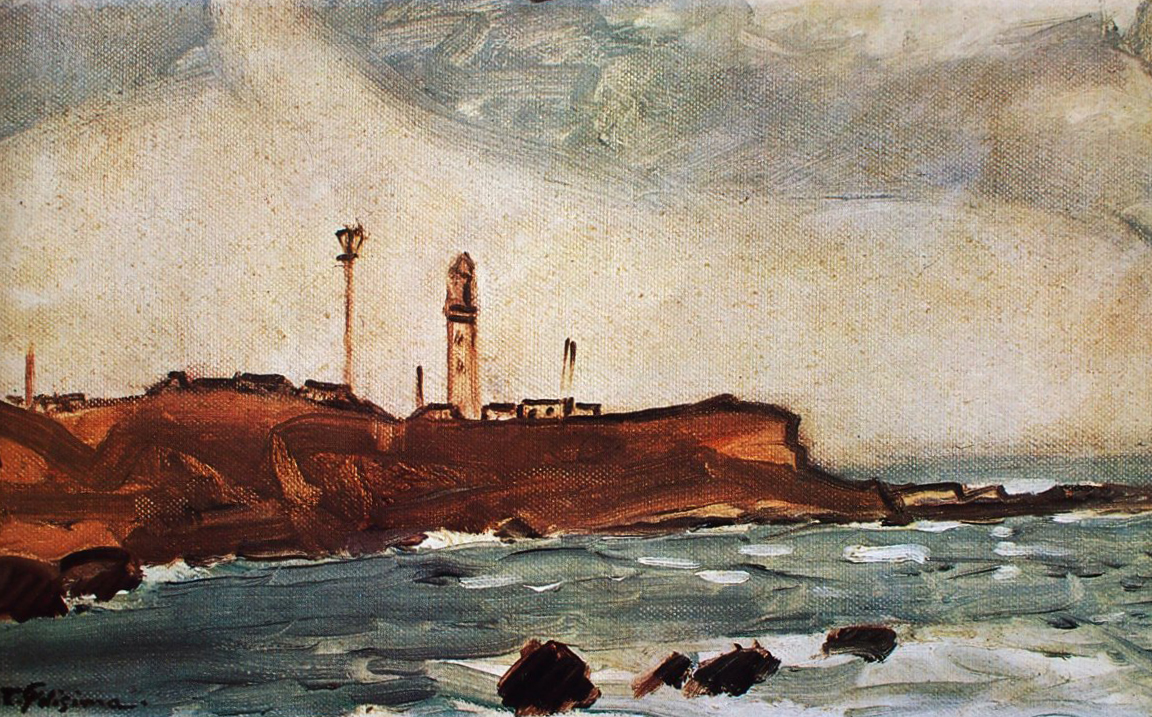
藤島武二筆『犬吠岬の灯台』

犬吠埼を仰ぐ銚子は、太平洋に突出する銚子半島と利根川河口による天然の良港として、古くから交通の要所、魚介類の水揚げ場（銚子漁港）、醤油の生産地として栄え、多くの船舶が入出港していた。
しかし、犬吠埼付近に岩礁、暗礁が多く、海流が複雑で、鳴門海峡、伊良湖岬沖と共に、海の三大難所として多くの人命が失われた場所でもあった。1868年10月6日（慶応4年8月21日）には、幕府の軍艦「美賀保丸」が暴風雨に遭い、黒生（くろはい）沖の岩礁に乗り上げて座礁沈没、乗組員13名が死亡するという事故も起きていた。このような状況の中、銚子漁港の改修と洋式灯台の設置が求められ、明治時代初期に江戸条約によって建設された8基、及び大坂条約によって建設された5基の洋式灯台に続く重要な灯台として建設が決まった。戦前を中心にたびたび皇室の訪問があった。

### 沿革
- 1872年10月4日（旧暦明治5年9月2日）：着工。
- 1874年（明治7年）11月15日：竣工し初点灯[6]。
- 1878年（明治11年）1月1日：気象観測業務開始。
- 1888年（明治21年）5月4日：小松宮彰仁親王が訪問[7]。
- 1901年（明治34年）6月：山階宮菊麿王が訪問[7]。
- 1902年（明治35年）4月17日：北白川宮家の輝久王らが訪問[8]。
- 1903年（明治36年）
  - 4月15日：北白川宮家の恒久王が訪問[8]。
  - 4月17日：北白川宮家の成久王、久邇宮家の鳩彦王と稔彦王が訪問[8]。
  - 8月30日：伏見宮貞愛親王が訪問[8]。
  - 11月7日：閑院宮載仁親王と智恵子妃が訪問[8]。
- 1906年（明治39年）7月30日：東伏見宮妃周子が訪問[8]。
- 1907年（明治40年）10月1日：船舶通報事務取扱開始[9]。
- 1910年（明治43年）
  - 4月1日：霧信号所霧笛舎竣工。霧笛号業務開始[10]。
  - 10月28日：伏見宮家の博義王が訪問[8]。
- 1911年（明治44年）5月20日：皇太子嘉仁親王（後の大正天皇）が行啓[11]。
- 1913年（大正2年）4月17日：李王家の李王世子垠が訪問[8]。
- 1916年（大正5年）11月17日：皇太子裕仁親王（後の昭和天皇）が行啓[12]。
- 1923年（大正12年）5月27日：これまでの石油灯を電気灯火とし、燭光数変更[13]。
- 1926年（大正15年）3月27日：山階宮家の藤麿王と茂麿王が訪問[8]。
- 1927年（昭和2年）11月7日：久邇宮家の邦英王が訪問[14]。
- 1930年（昭和5年）
  - 2月25日：灯器改造工事のため等級、灯質、燭光数変更（仮灯に変更）[15][16]。
  - 3月25日：灯器改造工事完成。灯質変更、光力増大の上点灯[17][18]。
  - 7月15日：澄宮崇仁親王が訪問[14]。
- 1931年（昭和6年）9月22日：秩父宮雍仁親王と朝香宮鳩彦王が訪問[14]。
- 1932年（昭和7年）12月15日：無線方位信号所業務開始（無線標識）[19]。
- 1934年（昭和9年）3月22日：閑院宮家の春仁王が訪問[14]。
- 1941年（昭和16年）3月11日：構内に犬吠埼電信局設置[20]。
- 1945年（昭和20年）
  - 8月10日：大東亜戦争中に、７機の米軍戦闘機による攻撃を受け破損。技術員１名殉職。
  - 11月10日：再点灯[21]。
- 1946年（昭和21年）6月7日：昭和天皇が行幸[22]。
- 1948年（昭和23年）1月9日：皇太子明仁親王が行啓[23]。
- 1951年（昭和26年）
  - 3月31日：戦災復旧工事完了。初点灯より使用していた初代レンズ（仏製１等八面閃光レンズ）退役。
  - 9月1日：暴風標識信号所設置[24]。
- 1953年（昭和28年）8月1日：航路標識事務所設置。
- 1956年（昭和31年）10月15日：光力増大。200万カンデラ。
- 1962年（昭和37年）9月1日：レーマークビーコン業務開始。
- 1973年（昭和48年）2月12日：灯塔を鉄筋にて補強工事実施完工。
- 1987年（昭和62年）12月10日：灯塔をPC工法で耐震補強工事実施完工。
- 2002年（平成14年）3月20日：灯台資料展示館開館。明治村（愛知県）にて保存されていた初代レンズが戻る。
- 2006年（平成18年）8月2日：無線方位信号所（中波帯）廃止[25]。
- 2008年（平成20年）3月31日：犬吠埼霧信号所霧笛舎にての霧笛吹鳴が100年の歴史にピリオドを打ち廃止。最後の霧笛を鳴らすお別れ式典挙行[26]。
- 2009年（平成21年）4月10日：無線方位信号所廃止[27]。
- 2010年（平成22年）4月28日：灯台が国の登録有形文化財に登録（官報告示は同年5月20日）。
- 2012年（平成24年）12月19日：旧犬吠埼霧信号所霧笛舎が国の登録有形文化財に登録。
- 2016年（平成28年）9月30日：灯台放送（船舶気象通報）及び灯台に併設する犬吠埼ディファレンシャルGPS局の気象通報が廃止[28]。
- 2019年（平成31年）3月1日：ディファレンシャルGPS局を廃止[29]。
- 2020年（令和2年）12月23日： 灯台、旧霧笛舎、旧倉庫が国の重要文化財に指定[1][2]。

## 文化財

### 重要文化財
- 犬吠埼灯台 1基2棟[2]
  - 灯台（附 旧レンズ1点、銘板1枚）
  - 旧霧笛舎
  - 旧倉庫
  - 附 囲障 1所
  - 附 旧日時計 1基

## 付属施設
- 無線方位信号所（中波標識局、レーマークビーコン）
- 犬吠埼ディファレンシャルGPS（DGPS）局（2019年3月1日廃止）
- 船舶気象通報（DGPS局に併設）（2016年9月30日廃止）

### 白い丸型郵便ポスト

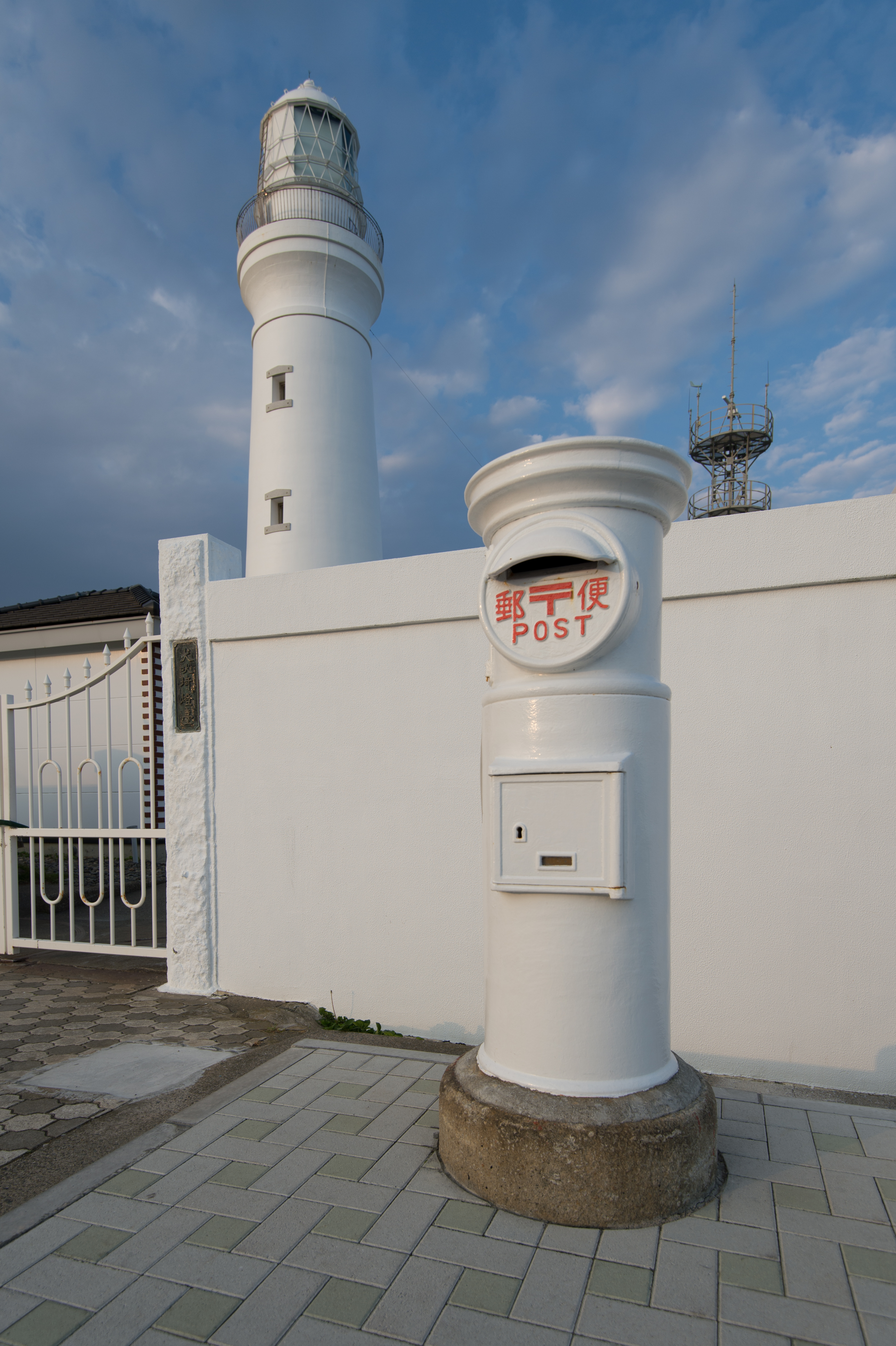
白い丸型郵便ポスト

2012年（平成24年）3月14日に灯台を管理する銚子海上保安部と銚子郵便局が協力し、茨城県神栖市内の集配センターで保管していた1960年製造の丸型ポストを白い犬吠埼灯台に因んで白く塗った白い郵便丸型ポストが設置されている。 ホワイトデーに設置されたため「恋愛が成就するポスト」、「幸せを呼ぶポスト」、「願いが叶うポスト」とも称されている。

### 旧犬吠埼霧信号所霧笛舎
旧犬吠埼霧信号所霧笛舎は、1910年（明治43年）4月1日に竣工した霧信号所霧笛舎。1916年（大正5年）11月17日、皇太子時代の昭和天皇が敷地内に松を植樹した。
2008年（平成20年）3月31日、犬吠埼霧信号所霧笛舎における霧笛吹鳴は廃止となり、最後の霧笛を鳴らす式典が挙行された。
2012年（平成24年）12月19日に国の登録有形文化財に登録、2020年12月23日に灯台とともに国の重要文化財に指定されている。

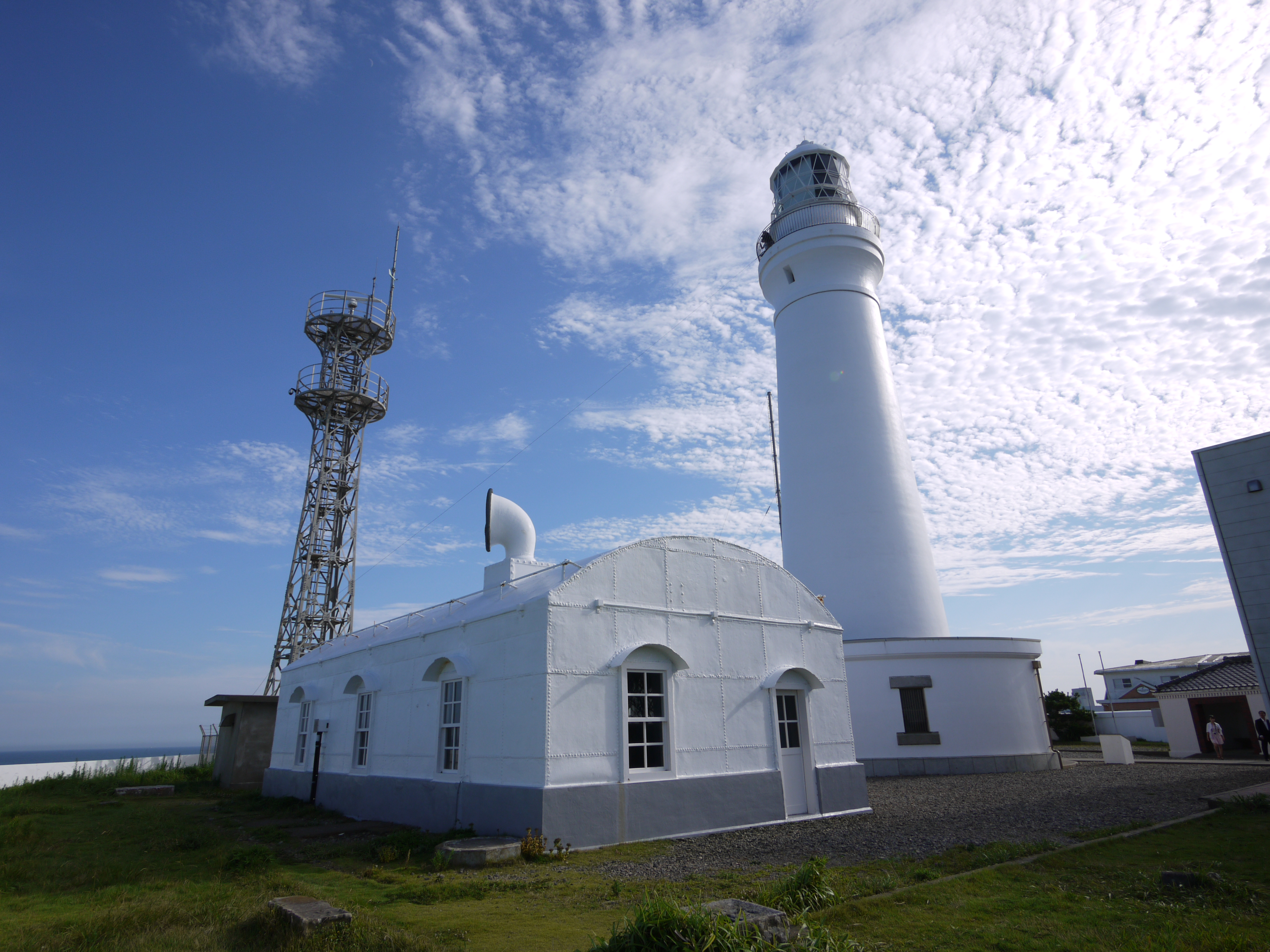
霧笛舎側からの灯台
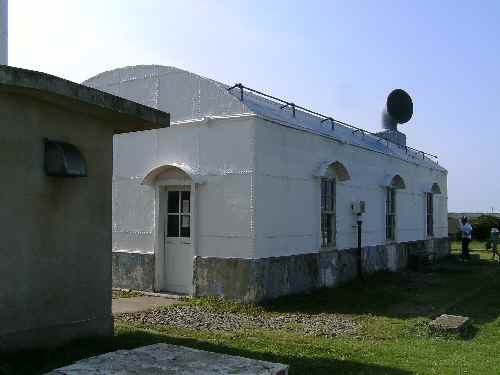
旧犬吠埼霧信号所霧笛舎
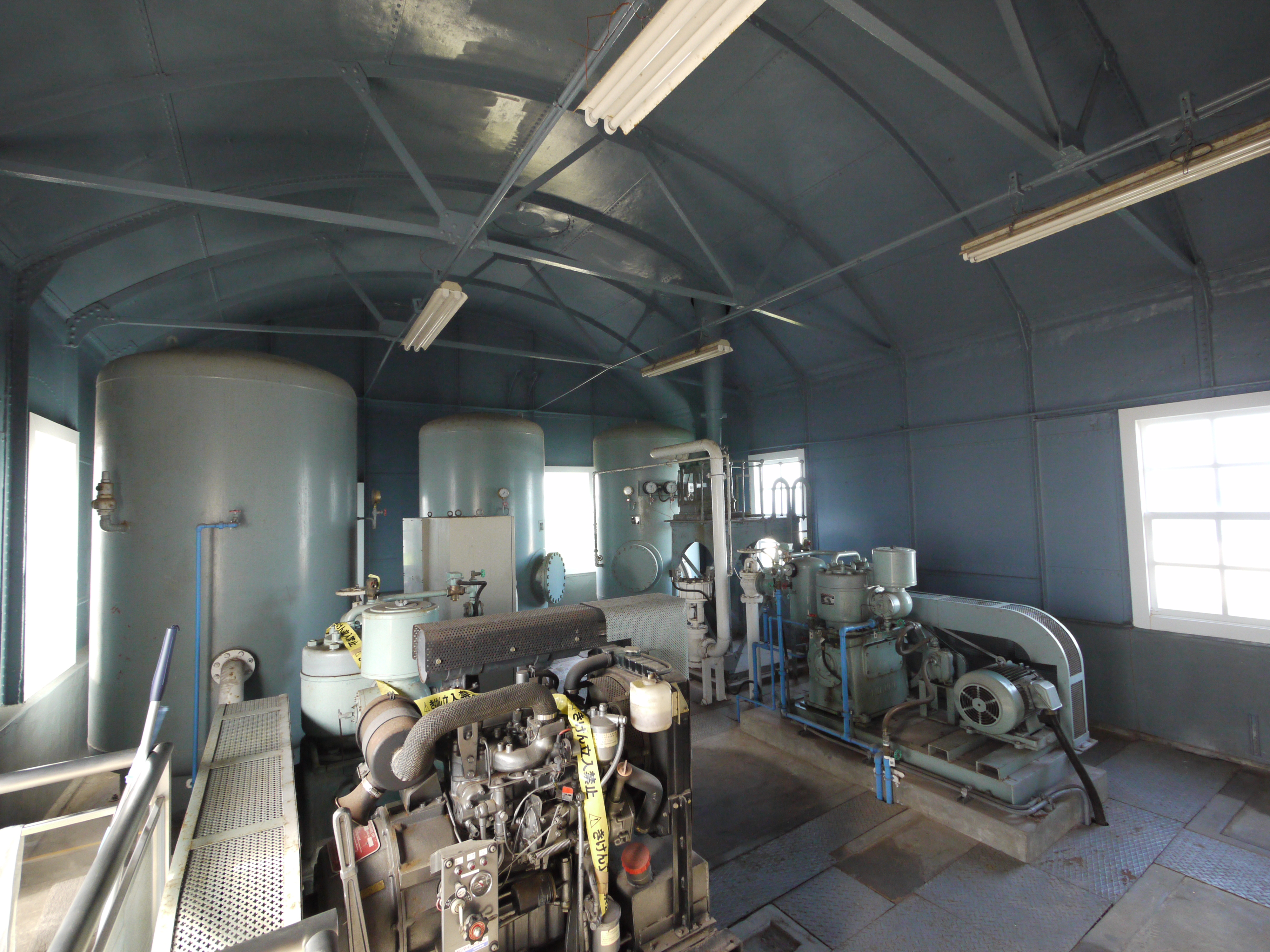
旧犬吠埼霧信号所霧笛舎内部

## 一般公開
本灯台は一般公開されている参観灯台で、展望台のほか、資料展示館がある。
灯台記念日である11月1日は無料で参観できる。
- 大人300円、小人無料

### 展望台
レンズ室横に設置されている展望台まで登ることができる。展望台へ続く螺旋階段の段数は、九十九里浜にちなんで99段となっている。
展望台からは太平洋や沖行く船を一望の下にできる。

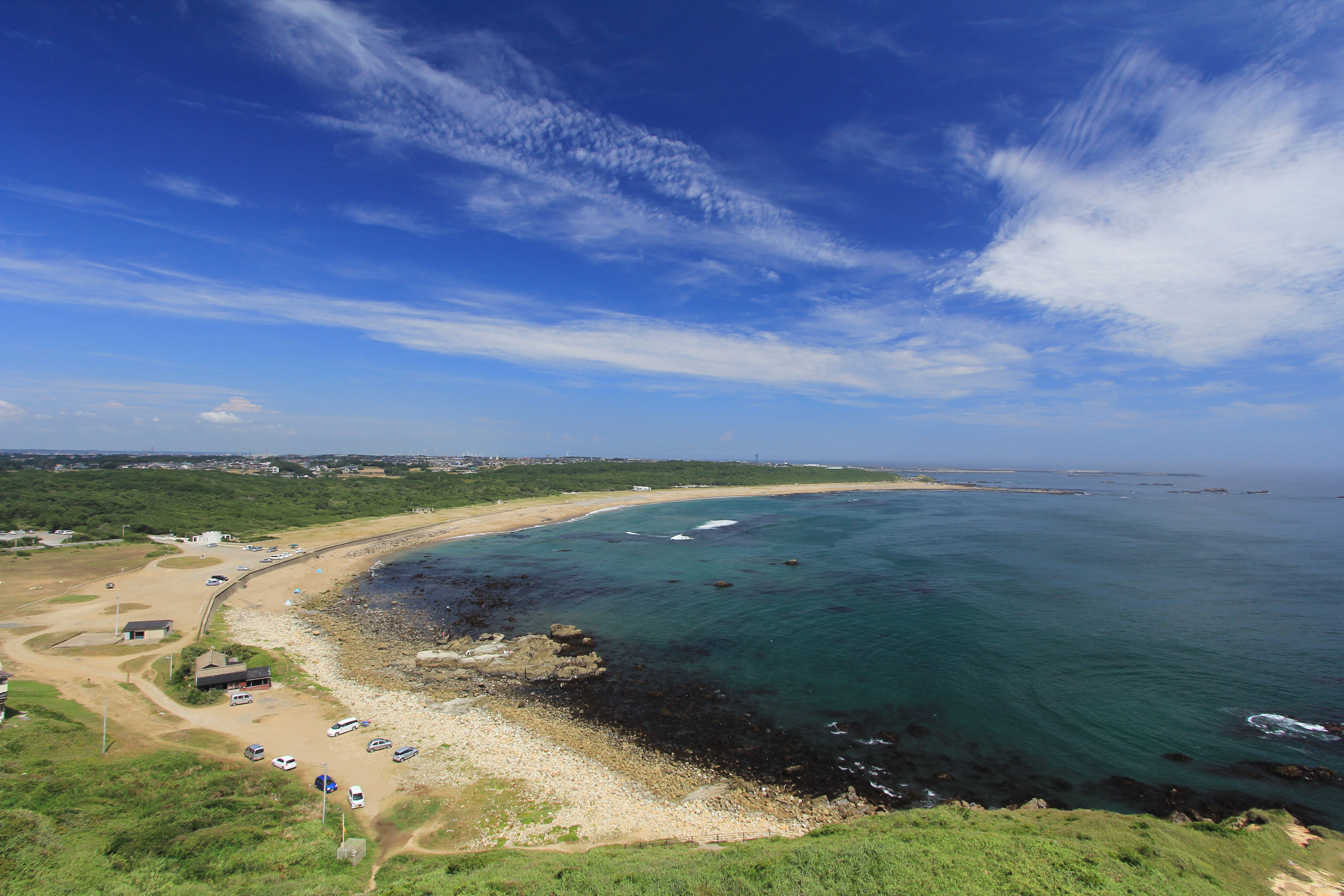
展望台から君ヶ浜を望む
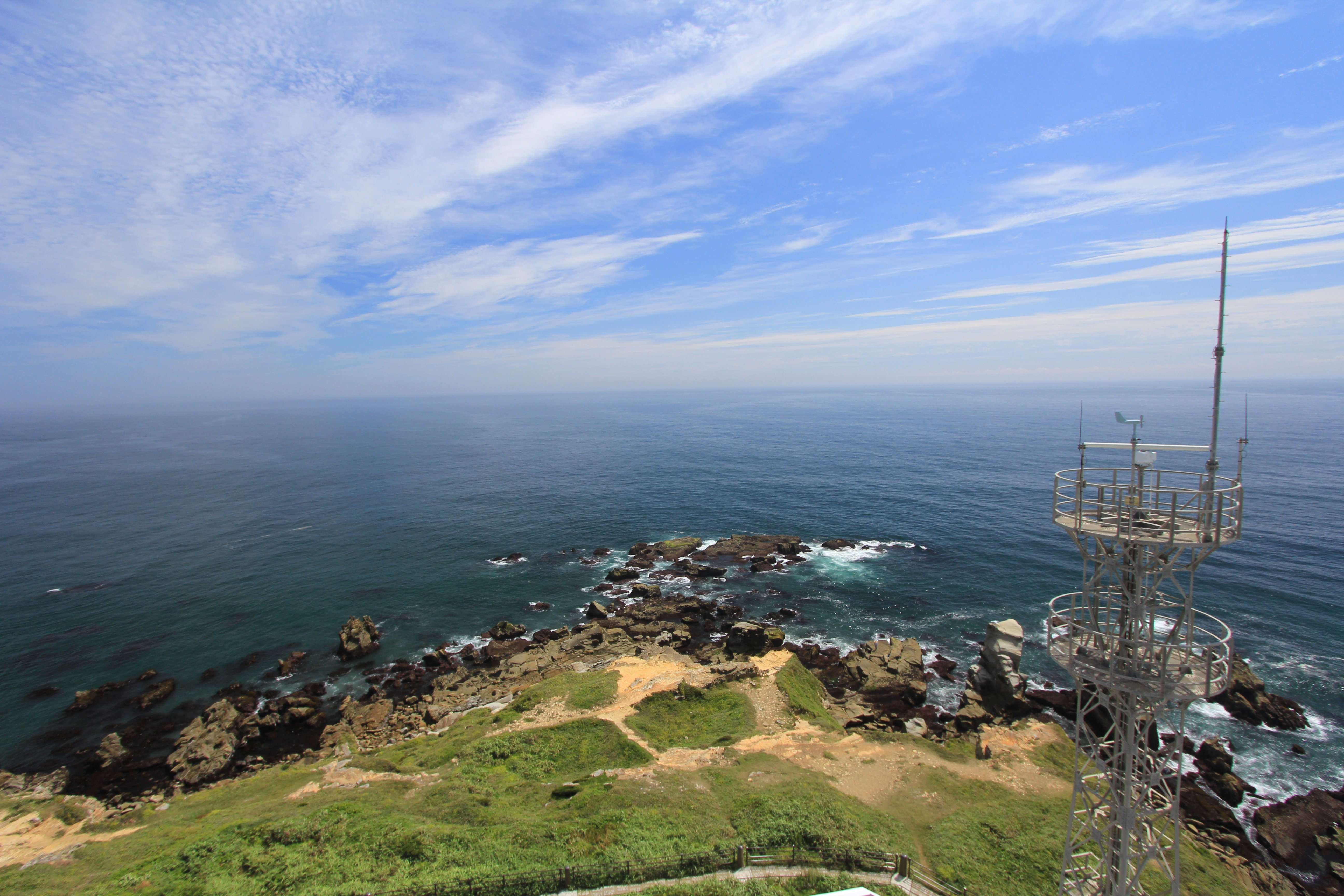
展望台から犬吠埼先端（太平洋）を望む

## 犬吠埼灯台資料展示館
犬吠埼灯台資料展示館は、犬吠埼灯台の歴史、機能・役割について展示されている資料館。2002年（平成14年）3月20日に開館。沖ノ島灯台で使われた国産第1号の1等レンズや、霧笛舎、犬吠埼灯台の初代レンズ（フレネル式第1等8面閃光レンズ）、尻屋崎灯台で使われた霧鐘など、貴重な資料が多数展示されている。

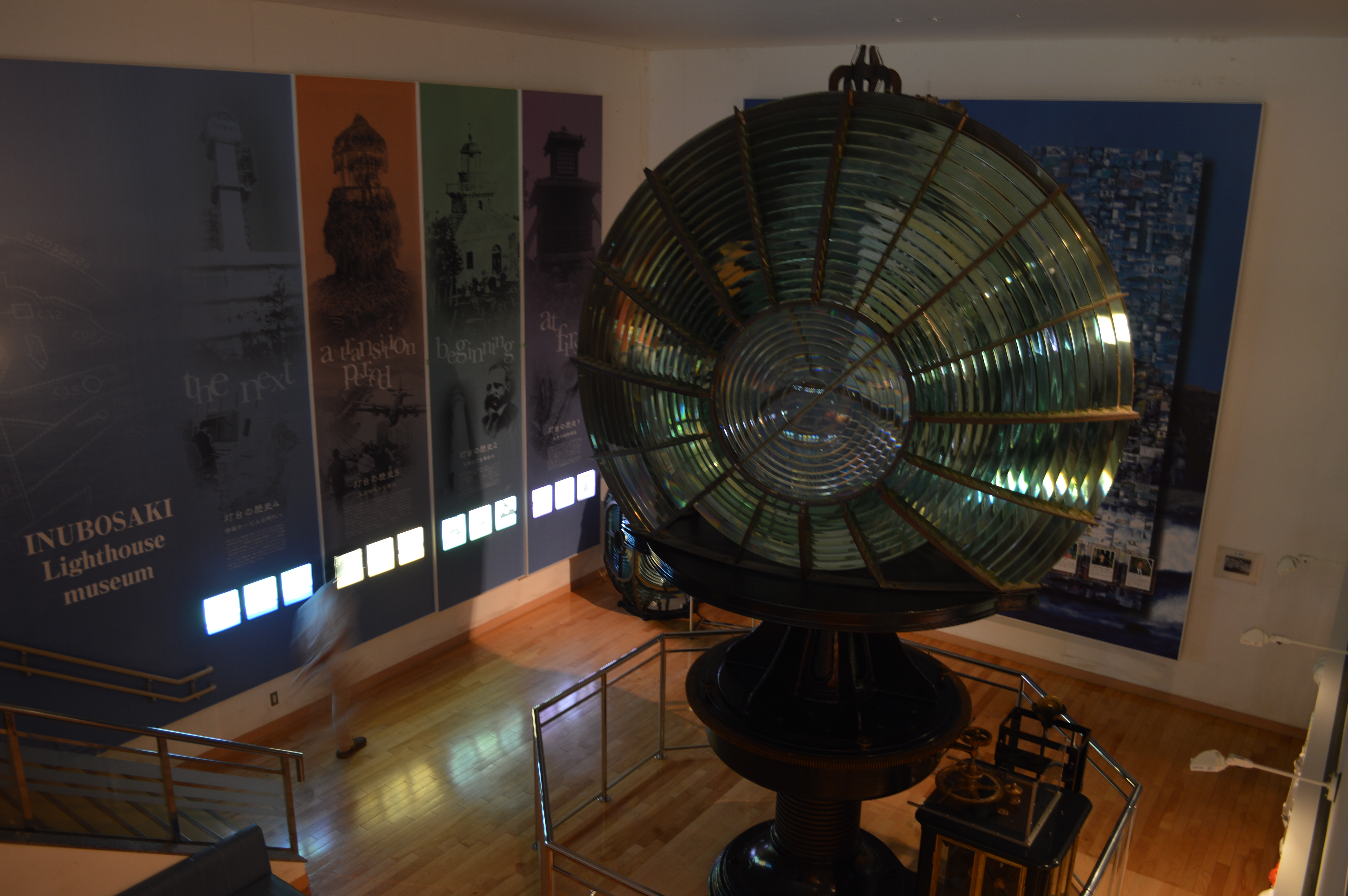
犬吠埼灯台 資料展示館
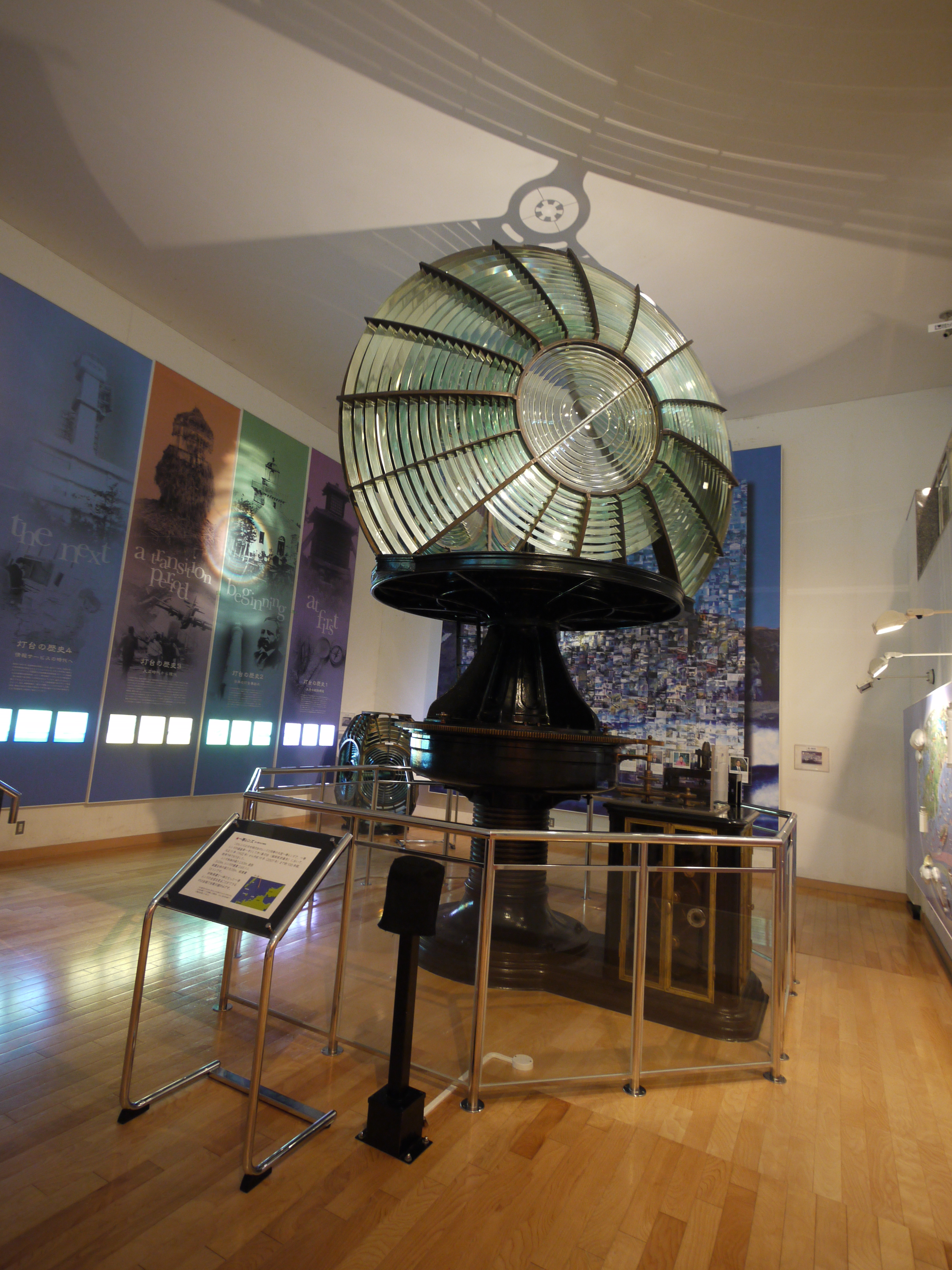
国産第1号の大型1等レンズ（資料展示館内）

## ギャラリー

### 近景

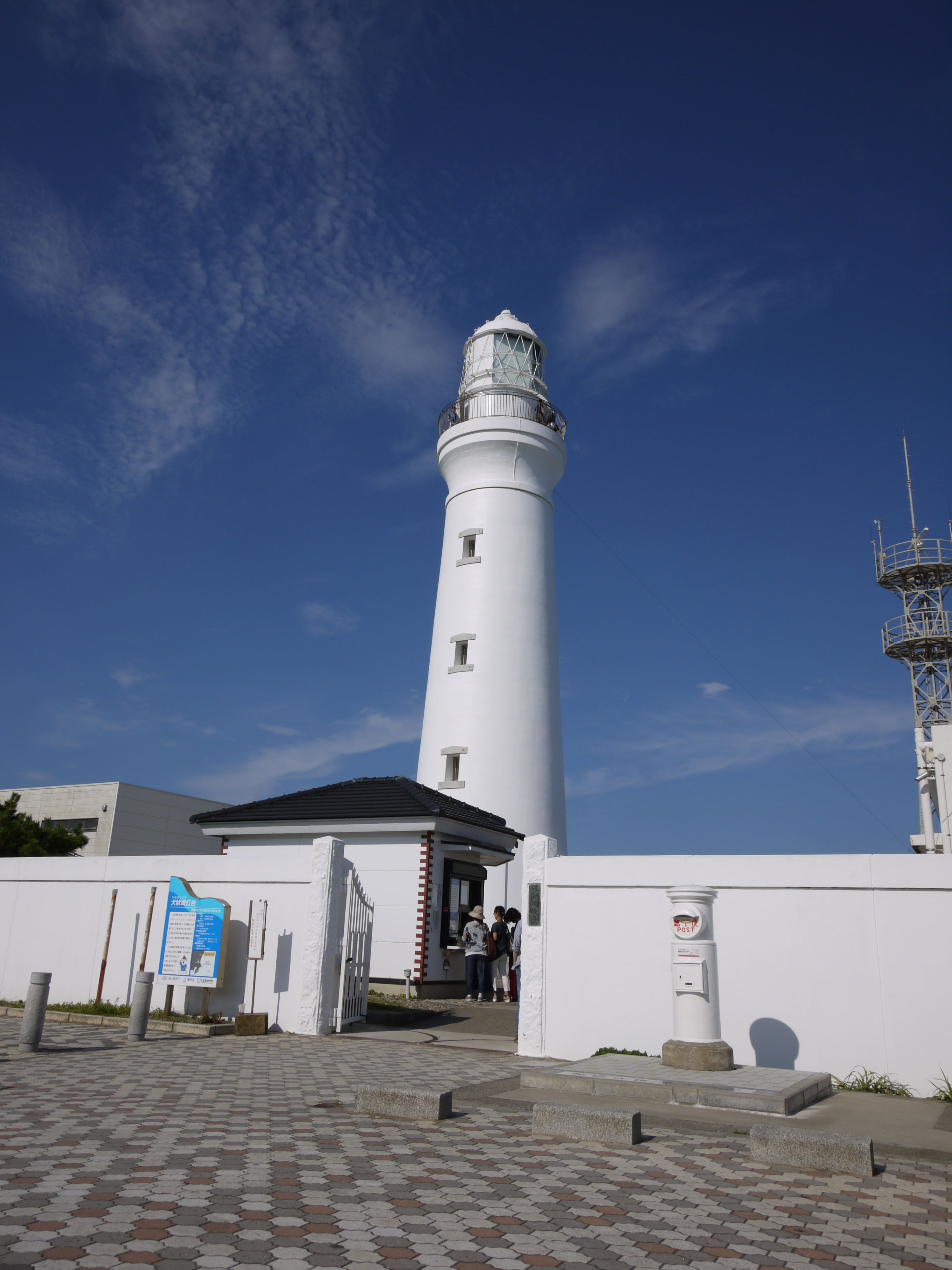
灯台入口付近
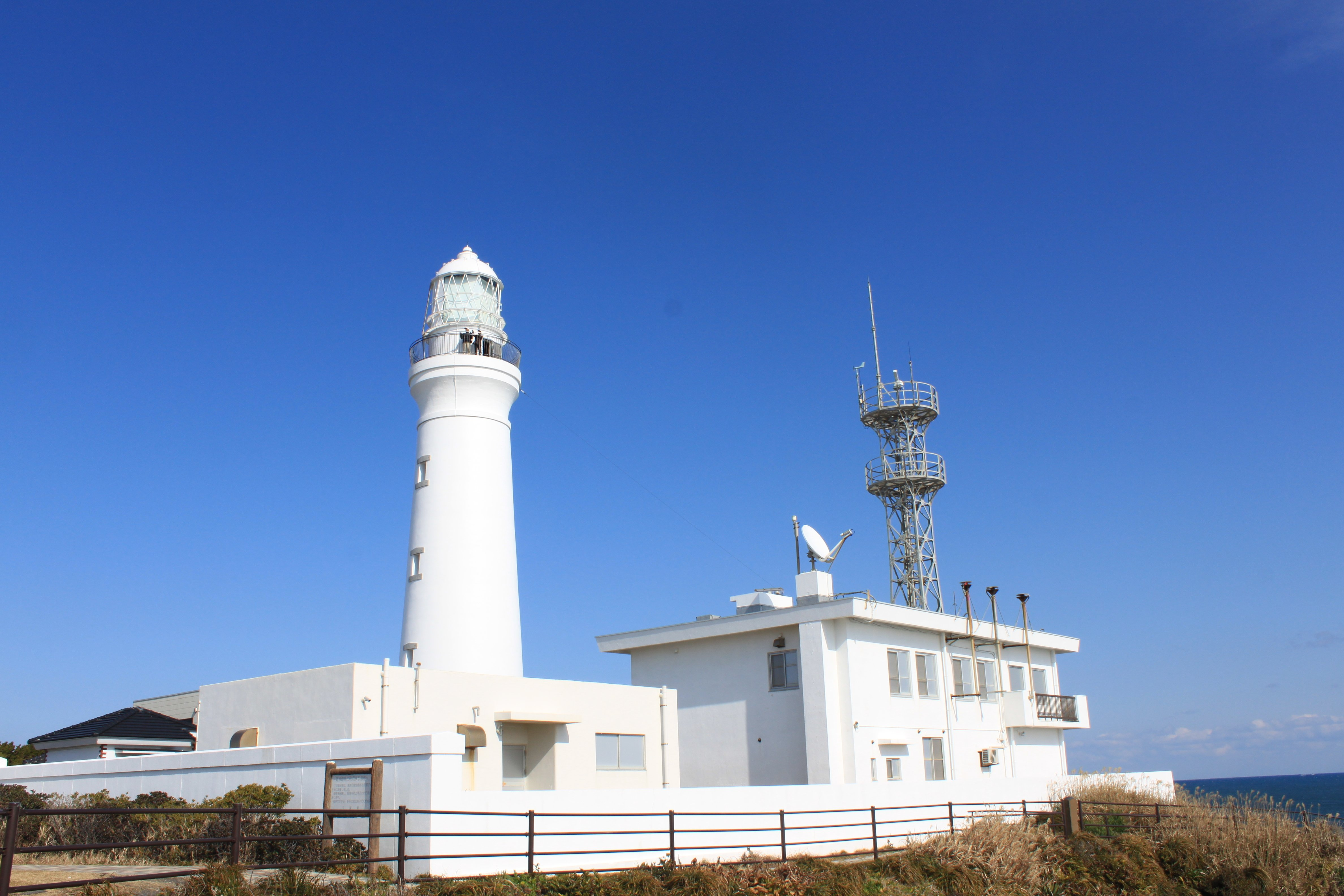
遊歩道入口から灯台を望む
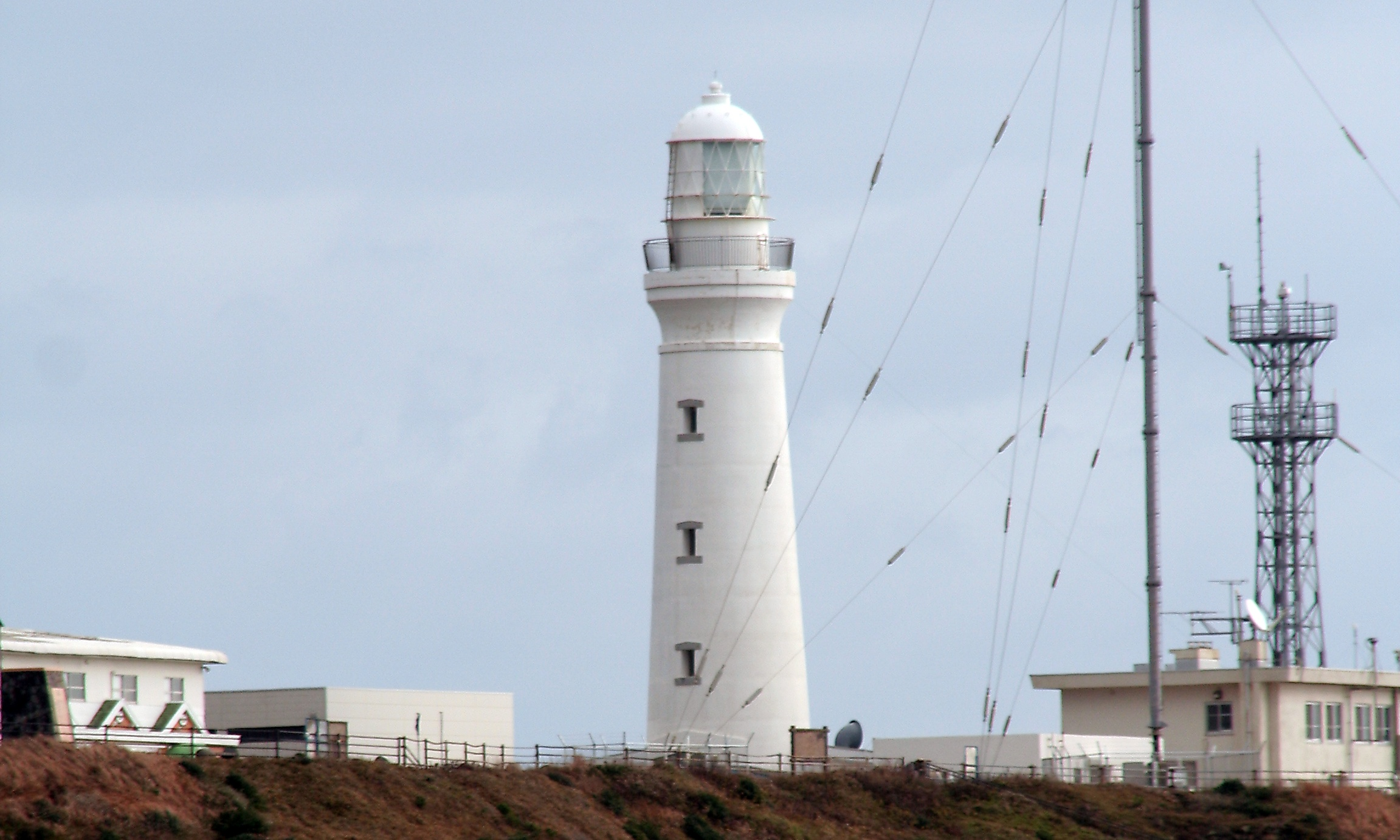
犬吠埼園地から灯台を望む
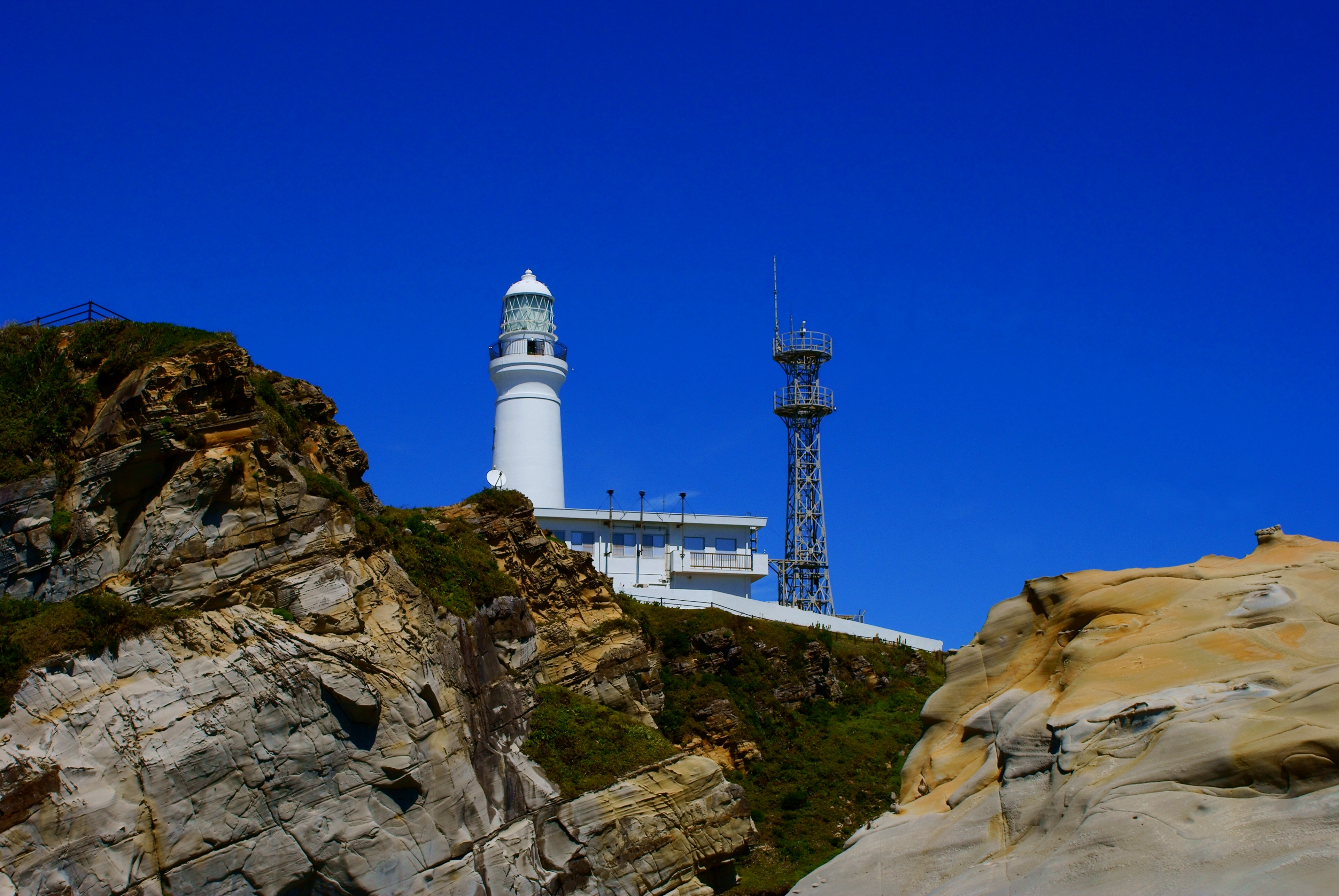
海側より灯台を望む

### 遠景

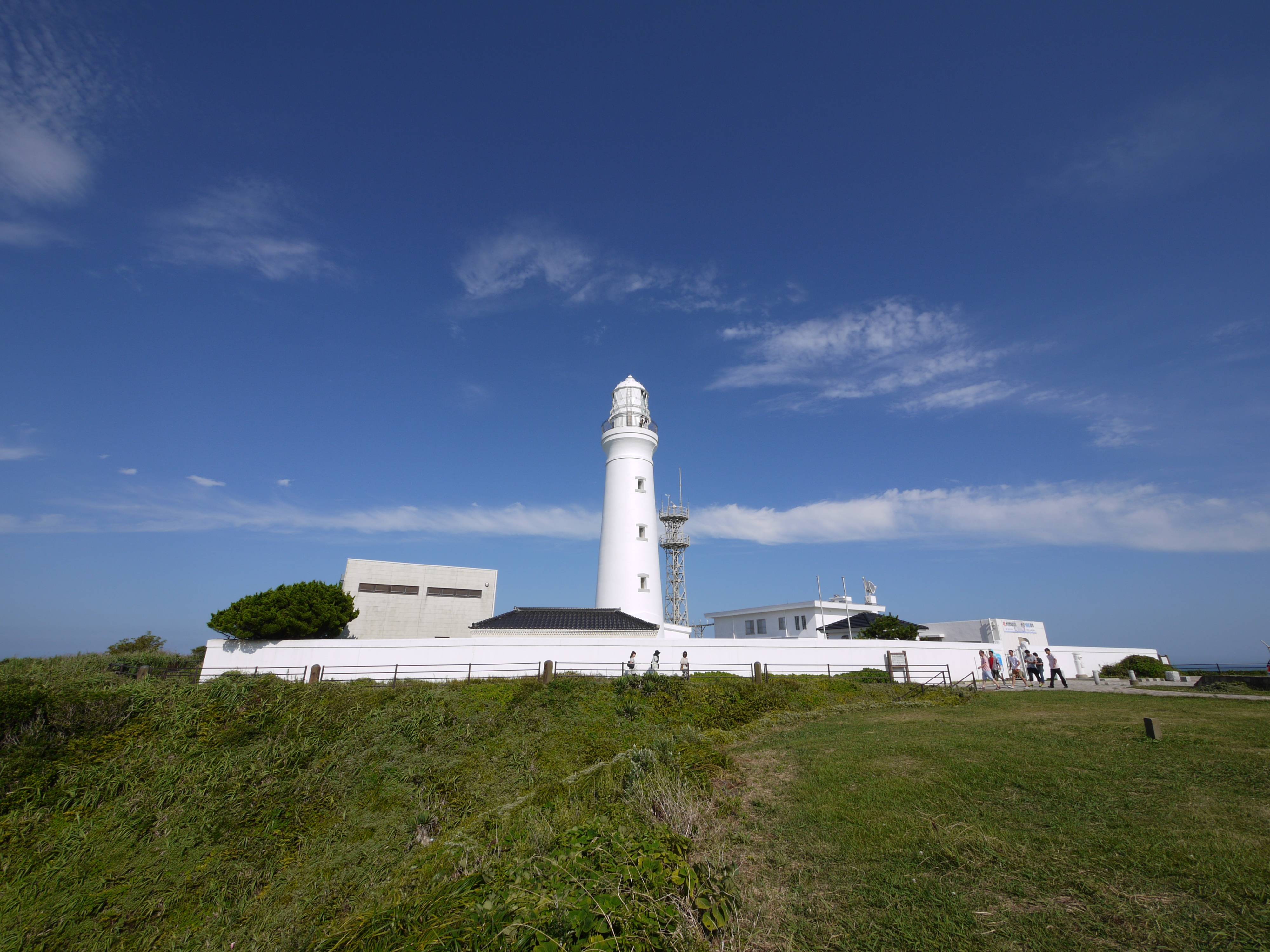
灯台全景
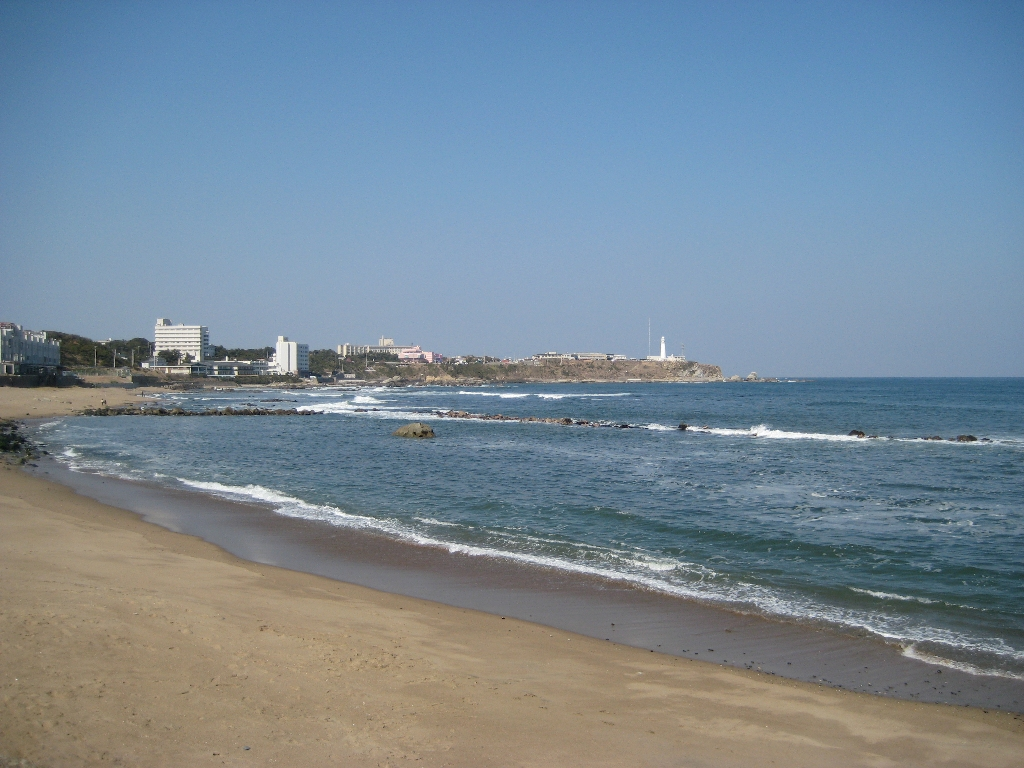
酉明浦より灯台を望む
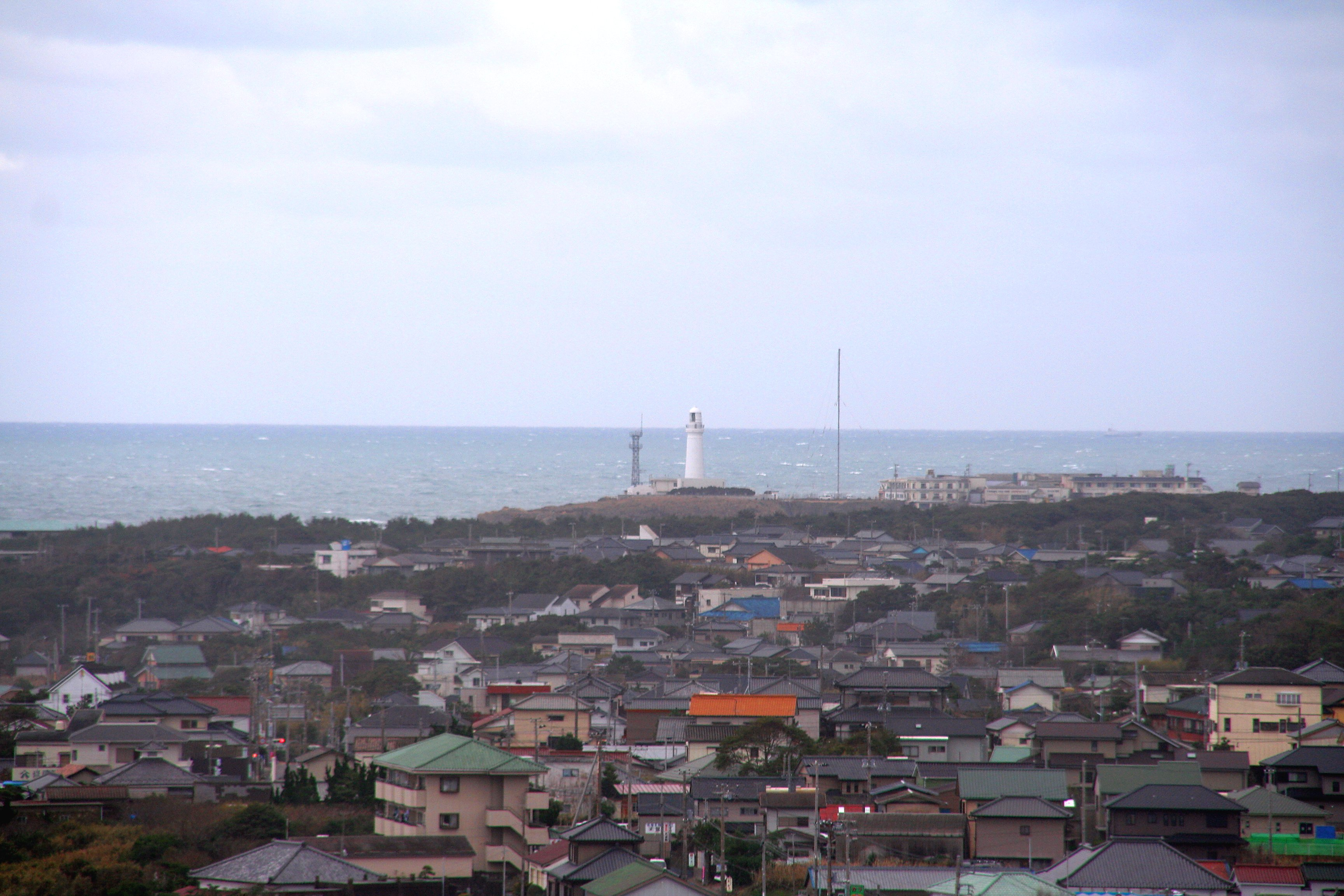
銚子ポートタワーより灯台を望む
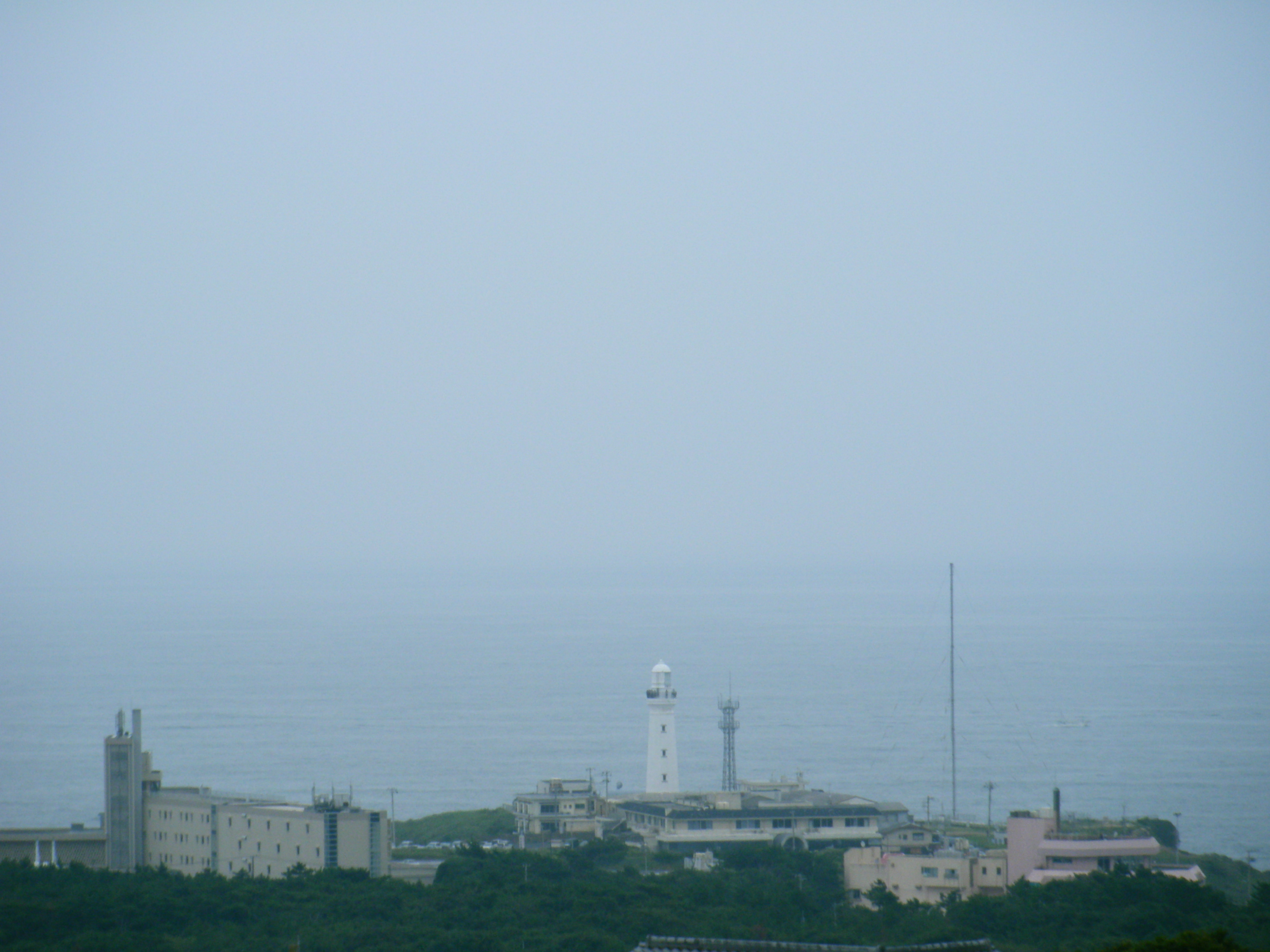
地球の丸く見える丘展望館より灯台を望む

## アクセス

### 公共交通機関
- 鉄道
  - 銚子電鉄 犬吠駅より、徒歩約10分
- 高速バス
  - JR東日本 浜松町駅、東京駅発、京成バス（銚子・旭ルート）より、「犬吠埼」下車

### 自動車
- 高速道路
  - 銚子連絡道路「松尾横芝IC」より、国道126号・千葉県道286号愛宕山公園線（銚子ドーバーライン）先
- 一般道路
  - 千葉県道254号銚子公園線
  - 千葉県道286号愛宕山公園線（銚子ドーバーライン）
- 駐車場
  - 犬吠埼灯台駐車場（無料）